# Brian Henton
Brian Henton (n. 19 septembrie 1946, Castle Donington⁠(d), North West Leicestershire, Anglia, Regatul Unit) este un fost pilot de Formula 1. De-a lungul carierei a luat startul în 19 curse, niciuna din pole-position. Nu a câștigat nicio cursă și nu a terminat niciodată pe podium, acumulând 0 puncte în întreaga activitate ca pilot de Formula 1.